# 泛沧浪
〈泛沧浪〉，古琴曲，據傳为南宋郭楚望所作，作者借泛舟高歌的形象抒發自己的心志。最早被收录在朱权的《神奇秘譜》中。

## 解題
《神奇秘谱》：「臞仙曰，是曲者，亦云郭楚望所作。志在駕扁舟於五湖，棄功名如遺芥，載風月而播弄雲水，渺世事之若浮漚，道弘今古，心合太虛，其趣也若是。」

## 琴譜版本
收錄於《神奇秘譜》、《浙音釋字琴譜》、《風宣玄品》、《西麓堂琴統》、《琴苑心傳全編》、《天闻阁琴谱》中。

## 演奏版本
- 《神奇秘譜》，吳文光打譜。[4][5]
- 《神奇秘譜》，姚丙炎打譜。[6]